# Еврідіка (дочка Амфіарая)
Евриді́ка (дав.-гр. Εὐρυδίκη) — персонаж давньогрецької міфології, дочка аргоського царя Амфіарая і Еріфіла, сестра Алкмеона, Амфілоха і Демонасси.
Вона була зображена разом з матір'ю, братами і сестрою на кратері, що стояв біля входу до житла її батька Амфіарая. 